# Hatsushima
Die Insel Hatsushima (japanisch 初島) liegt in der Sagami-Bucht, in der Präfektur Shizuoka.

## Übersicht
Die Insel ist mit einem Durchmesser von 1,2 km und einer Fläche von 44 Hektar nicht sehr groß, aber die einzige bewohnte Insel in der Präfektur. Sie wurde seit der frühen Edo-Zeit von Fischern bewohnt. 2006 lebten 243 Personen auf ihr. Mit Schnellboot ist sie etwa 30 min von Atami, dem nächsten Festlandhafen entfernt, zu dem sie verwaltungstechnisch gehört. Die Insel ist touristisch voll erschlossen. Sie hat zwar keinen Sandstrand, aber man kann die 4 km um die Insel auf erschlossenen Weg erwandern, als auch Tauchen, Fischen usw.
Die Versorgung der Insel ist problematisch, so werden Strom und Wasser mittels einer unterirdischen Leitung von der Izu-Halbinsel geholt. Für die Bewohner gibt es kein Krankenhaus, im Notfall muss ein Helikopter kommen. Dafür gibt es eine Schule.
Die Insel beherbergt auch eine Außenstelle des Japan Agency for Marine-Earth Science Technologie (JAMSTEC) mit einem kleinen Museum.